# Rufus Isaacs, I marchese di Reading
Rufus Isaacs, I marchese di Reading (Londra, 10 ottobre 1860 – Londra, 30 dicembre 1935), è stato un politico, avvocato e nobile britannico.
Politico liberale e giudice, fu Lord Chief Justice, Viceré d'India e Segretario di Stato per gli Affari Esteri. Ebreo praticante, fu il primo politico inglese a raggiungere tale carica e ad essere membro di un gabinetto di governo, nonché l'unico ebreo britannico ad essere elevato ad un marchesato.

## Biografia

### I primi anni e la carriera
Isaacs nacque al numero 3 di Bury Street, nella parrocchia di St Mary Axe, a Londra, figlio di un commerciante di frutta ebreo a Spitalfields. Studiò all'University College School e poi all'età di 15 anni entrò nella ditta di famiglia. Nel 1876–77 prestò servizio come marinaio e poi come impiegato presso la borsa di Londra dal 1880–84.

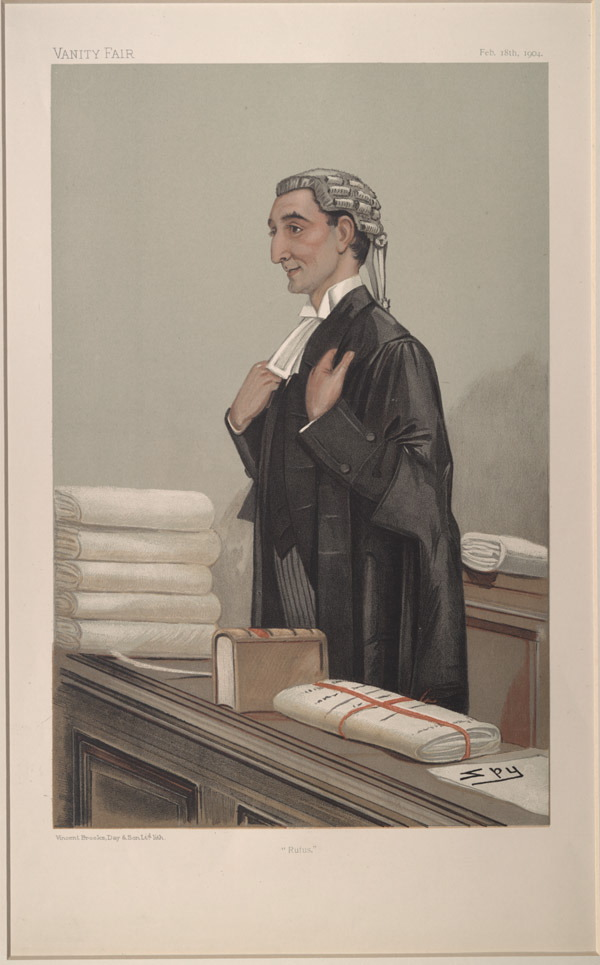
Isaacs in una caricatura di Spy per Vanity Fair, 1904

Isaacs venne ammesso come studente al Middle Temple nel 1885, ed iniziò la sua carriera nell'avvocatura nel 1887. In cinque anni, grazie ai propri successi nel lavoro, riuscì a ripagare integralmente i propri debiti contratti e dopo vent'anni giunse a guadagnare l'enorme somma di 30.000 sterline annue. Venne nominato membro del Queen's Counsel nel 1898, dopo soli dieci anni e mezzo di esercizio d'avvocato.
Isaacs si impegnò in particolare negli ambiti del diritto commerciale, con apparizioni occasionali al tribunale divorzista di Old Bailey. Tra i casi più famosi da lui trattati vi fu la difesa del The Star contro Arthur Chamberlain (difeso da suo fratello Joseph), il caso della Taff Vale Rly Co v Amalgamated Society of Rly Servants, la contesa Bayliss vs. Coleridge, l'accusa di Whitaker Wright, la difesa di sir Edward Russell e quella di Robert Sievier, accusato di ricatto.
Come avvocato, Isaacs si distinse per essere un lavoratore instancabile, alzandosi presto la mattina per preparare meglio i suoi casi, ma non lavorando mai dopo cena. Il suo stile era calmo e prettamente forense, noto per i suoi confronti incrociati.

### La carriera politica nella Camera dei Comuni
Isaacs entrò nella Camera dei Comuni nelle file del partito liberale per la costituente di Reading con le elezioni del 6 agosto 1904, seggio che mantenne per nove anni sino al 1913.
Nel 1910, venne nominato Solicitor General nel governo di H. H. Asquith e ricevette il cavalierato. Dopo sei mesi, venne nominato Attorney General. Alle dimissioni di Lord Loreburn dalla carica di Lord Cancelliere nel 1912, Isaacs avrebbe dovuto succedergli ma decise di soprassedere in favore di Lord Haldane. Asquith invitò comunque Isaacs a far parte del suo ministero.
Come ufficiale giudiziario, Isaacs gestì molti casi di alto profilo. Come Solicitor General, presenziò all'ammiragliato per il caso di George Archer-Shee. Come Attorney General, guidò l'accusa di Edward Mylius per libellaggio contro Giorgio V del Regno Unito (e venne nominato poco dopo cavaliere commendatore dell'Ordine Reale Vittoriano), dell'avvelenatore Frederick Seddon (l'unico caso di omicidio che Isaacs trattò nella sua carriera), e della suffragetta Emmeline Pankhurst. Rappresentò anche la Board of Trade nell'inchiesta per l'affondamento della RMS Titanic.
Inoltre, grazie alla sua esperienza, fu tra i fautori del Parliament Act 1911, dell'Official Secrets Act 1911, del National Insurance Act 1911, del Trade Union Act 1913 e del Government of Ireland Act 1914. Venne nominato membro del Consiglio Privato del re nel 1911.

### Lo scandalo Marconi
Isaacs fu uno dei membri del partito liberale inglese ad essere accusati nell'ambito dello scandalo Marconi. Un articolo pubblicato su Le Matin il 14 febbraio 1913 lo accusava di corruzione nell'ambito del contratto con la Marconi Company assieme ad altri ministri di peso come Lloyd George, Cancelliere dello Scacchiere, Herbert Samuel, Postmaster General ed al tesoriere del partito liberale, Alexander Murray, I barone Myrray di Elibank.
L'accusa mossa a Isaacs puntava il dito anche contro suo fratello, Godfrey Isaacs, il quale era direttore della Marconi Company all'epoca. Isaacs e Samuels mossero denuncia per diffamazione contro Le Matin e, pertanto, il giornale venne costretto a ritrattare le proprie accuse con una lettera pubblica il 18 febbraio 1913.
Il governo, dal canto suo, si era mosso con una commissione d'indagine che stilò alla fine tre rapporti: in tutti i documenti Isaacs e gli altri accusati agirono in maniera corretta, pur lasciando degli aloni di incertezza su alcune operazioni che non vennero mai chiarite fino in fondo, in particolare sul ruolo che avrebbe avuto Isaacs nel favorire suo fratello dal momento che si palesava chiaramente un conflitto d'interesse.

### Lord Chief Justice ed ambasciatore negli Stati Uniti

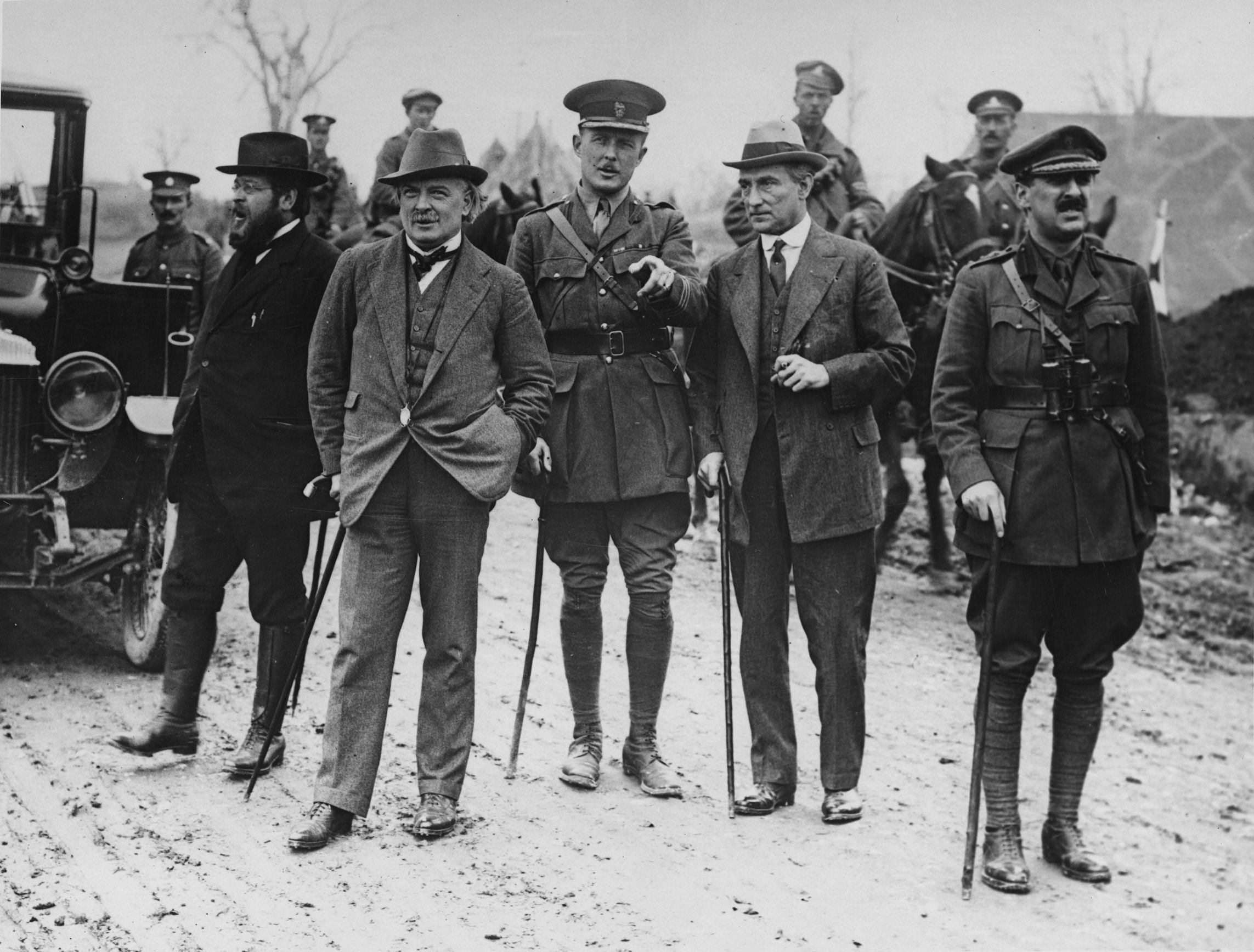
Mr. Lloyd George (secondo da sinistra), lord Reading (secondo da destra) ed Albert Thomas (all'estrema sinistra) visitano il fronte francese durante la prima guerra mondiale (fotografia di Ernest Brooks).

Nell'ottobre del 1913, Rufus Isaacs venne nominato Lord Chief Justice, succedendo al visconte Alverstone. La sua carica di Attorney General gli avrebbe consentito di rifiutare, ma il suo coinvolgimento nello scandalo Marconi complicò le cose. Sebbene riluttante ad abbandonare la sua carriera politica, Isaacs si accorse di avere ben poca scelta in quanto un possibile rifiuto lo avrebbe esposto ulteriormente. Pertanto egli accettò il posto e venne elevato al rango di barone Reading, di Erleigh nella contea del Berkshire, il 9 gennaio 1914. La sua nomina portò a delle controversie, al punto che anche lo scrittore Rudyard Kipling lo attaccò nella sua poesia "Gehazi".
Come Lord Chief Justice, Isaacs presiedette il processo a Roger Casement per alto tradimento. La sua presenza in tribunale fu ad ogni modo intermittente dato che di frequente doveva portarsi al governo come consigliere. Nell'agosto del 1914 Isaacs venne impegnato a tempo pieno per far fronte alla crisi finanziaria che si prospettava con lo scoppio della prima guerra mondiale. Nel 1915 guidò la commissione finanziaria anglo-francese incaricata di trovare assistenza finanziaria negli Stati Uniti. Nel dicembre del 1916, nella crisi di governo, fece da tramite tra Asquith e David Lloyd George.
Nel settembre del 1917, Isaacs tornò negli Stati Uniti con la nomina speciale di alto commissario per gli Stati Uniti ed il Canada. Nel 1918 venne nominato ambasciatore negli Stati Uniti, conservando comunque il proprio incarico di Lord Chief Justice. Tornato in Inghilterra per sei mesi nel 1918, presenziò di frequente al Gabinetto di guerra e venne inviato in Francia come emissario di fiducia di Lloyd George. Tornò negli Stati Uniti come ambasciatore nel 1919. Per il servizio prestato in tempo di guerra, venne nominato cavaliere di gran croce dell'Ordine del Bagno nel 1915, creato visconte Readin di Erleigh, nella contea del Berkshire nel 1916, e conte di Reading assieme al titolo di visconte Erleigh di Erleigh nella contea del Berkshire, nel 1917.

### Viceré d'India

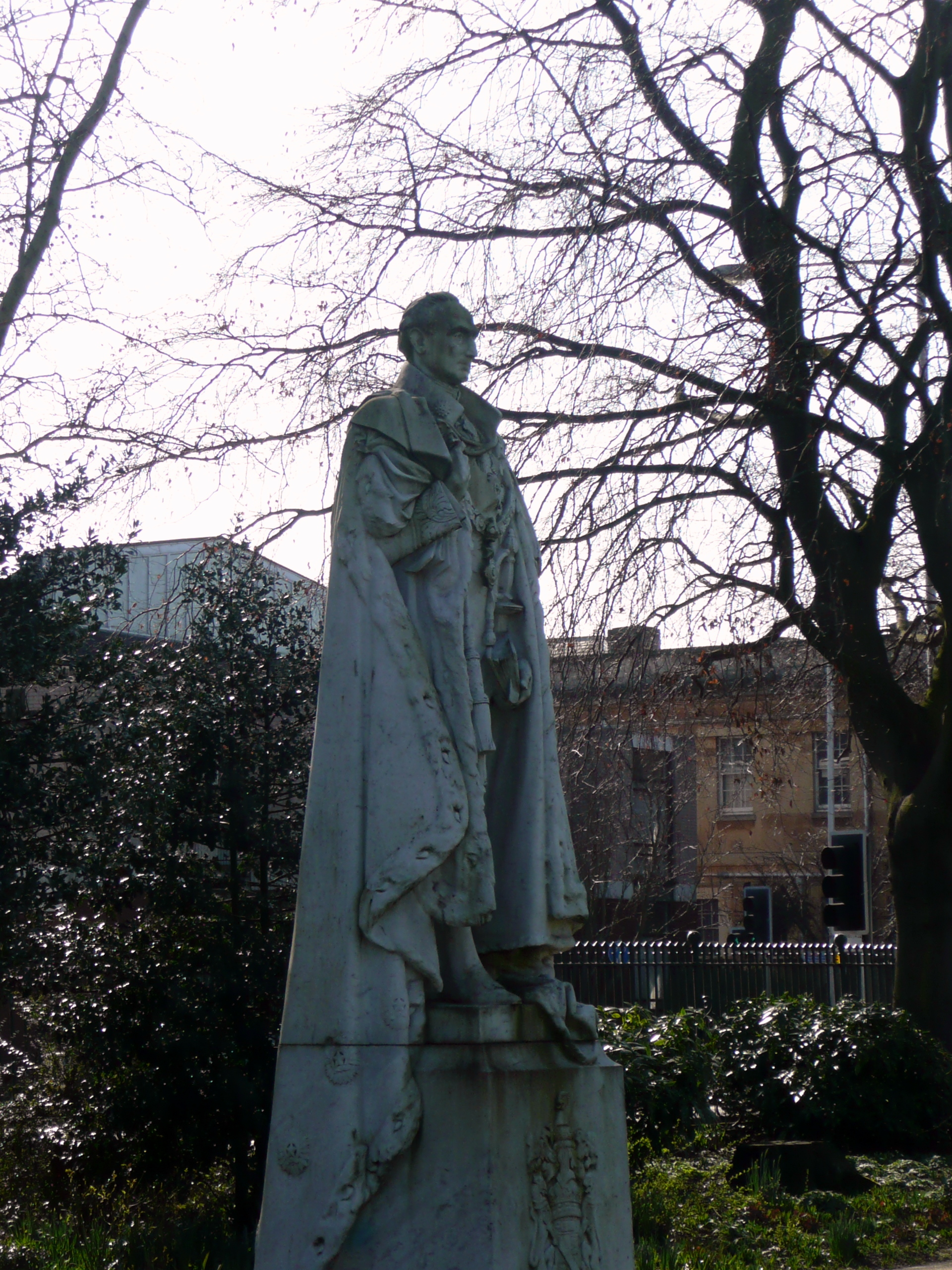
Statua di Isaacs nel ruolo di viceré d'India, originariamente posta a Nuova Delhi ed oggi posta presso gli Eldon Square Gardens di Reading.

Nel 1921, venne prescelto per la carica di viceré d'India. Isaacs, a differenza dei suoi predecessori, si disse favorevole ad una politica conciliatoria in India: determinato ad implementare le provvigioni del Government of India Act 1919, si oppose ad ogni forma di discriminazione razziale. Ricevette personalmente Mohandas Karamchand Gandhi e Muhammad Ali Jinnah in un colloquio personale e visitò Amritsar come gesto di riconciliazione. Ad ogni modo, finì per usare la forza in diverse occasioni: nel 1921 ordinò la repressione della rivolta di Malabar e nel 1922 schiacciò la rivolta sikh nel Punjab. In quello stesso anno, fece arrestare Gandhi per sedizione. Isaacs coltivò buone relazioni coi principi indiani, ma costrinse due maharaja ad abdicare.
Al suo ritorno dall'India nel 1926, venne creato marchese di Reading, il primo "uomo comune" ad assurgere ad un così alto titolo nobiliare dall'epoca del duca di Wellington. L'anno successivo venne creato Capitano del castello di Deal, posizione che mantenne sino al 1934. Da viceré si guadagnò le massime onorificenze dell'Impero indiano e nel 1922 venne promosso alla gran croce dell'Ordine Reale Vittoriano.
Come ex viceré, il marchese di Reading si dimostrò critico nei confronti di alcune politiche adottate dal suo successore, Lord Irwin. Il 5 novembre 1929 attaccò Irwin alla Camera dei Lords per aver utilizzato il termine "Dominion Status" per riferirsi all'India, prima del rapporto della commissione Simon.

### Gli ultimi anni

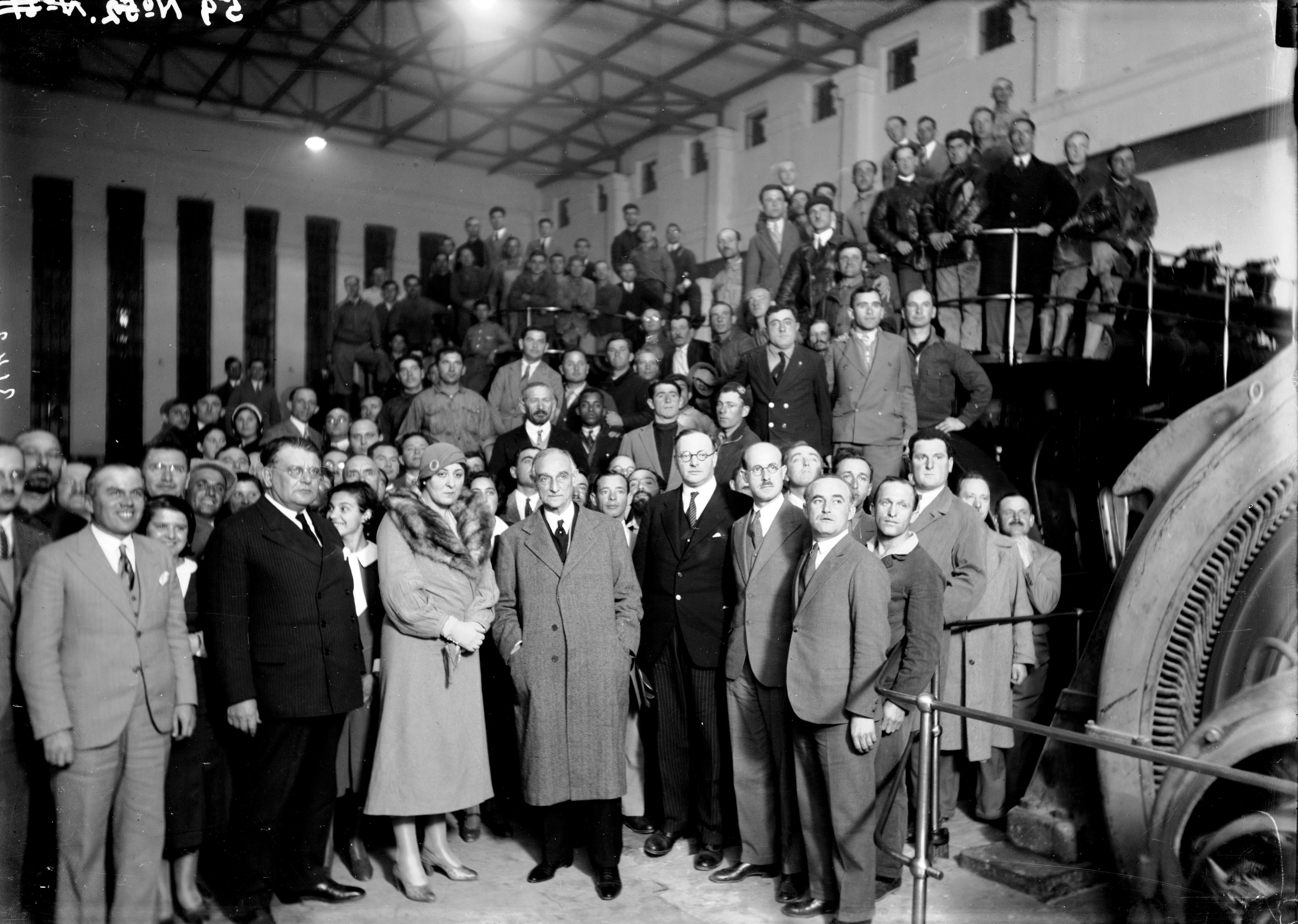
Lord Reading e sua moglie all'Haifa Power Station, anni '30 del Novecento

Al suo ritorno dall'India, il marchese di Reading, che non aveva una propria pensione ed aveva diverse spese, cercò una nuova collocazione e divenne presidente delle Imperial Chemical Industries. Leader del partito liberale alla camera dei lords dal 1931 al 1935, prese parte alle Round Table Conferences del 1930–32 sul futuro dell'India britannica come capo delegazione dei liberali. Fu inoltre membro della commissione incaricata di abbozzare il Government of India Act 1935.
Nel governo nazionale di MacDonald del 1931, il marchese di Reading fu per breve tempo Segretario di Stato per gli Affari Esteri e leader della Camera dei Lords, dovendo ad ogni modo rinunciare dopo soli tre mesi per problemi di salute.
Venne nominato Lord Guardiano dei Cinque Porti nel 1934.
Lord Reading morì a Londra nel dicembre del 1935 a 75 anni d'età. Dopo la cremazione al Golders Green Crematorium le sue ceneri vennero sepolte nel vicino cimitero ebraico. La casa dove morì, al n.32 di Curzon Street a Mayfair, ha una blue plaque dal 1971 in sua memoria.

## Famiglia
Nel 1887 Isaacs sposò Alice Edith Cohen, piagata per tutta la vita da disabilità fisiche e morta di cancro nel 1930, dopo 40 anni di matrimonio. Il Lady Reading Hospital di Peshawar prende nome da lei.
Isaacs si risposò quindi con Stella Charnaud, prima segretaria di sua moglie. Il suo secondo matrimonio durò sino alla sua morte nel 1935. Dopo la morte del marito, Stella venne creata dama commendatore dell'Ordine dell'Impero Britannico nel 1941, promoted to Dame Grand Cross (GBE) in 1944, e nel 1958 venne creata a vita baronessa Swanborough, di Swanborough nella contea di Sussex.